# Don't let your family down
Don’t let your family down is het derde studioalbum dat Dave Cartwright uitbracht via Transatlantic Records. Het zou ook zijn laatste album zijn voor dat label. Het album werd in juni 1974 opgenomen in de Chipping Norton Studios in Oxfordshire, dat in die jaren bekend was, mede omdat Gerry Rafferty er zijn albums opnam. Muziekproducer John Whitehead was vaste producer bij Transatlantic. De titel is terug te vinden in de platenhoes, waarbij de familie Cartwright in klassieke pose staat afgebeeld. Cartwright werkte voor dit album met musici uit de folkwereld.
Na dit album maakte hij de overstap naar DJM Records, waar hij aan de slag ging met muziekproducent Hugh Murphy, verantwoordelijk voor het werk van eerdergenoemde Rafferty. Na dat album trok Cartwright zich volledig teleurgesteld in de muziekwereld terug.
Het album werd in 2020 met de andere twee albums heruitgageven door BGO Records. 

## Musici
- Dave Cartwright – zang, twaalfsnarige gitaar, mondharmonica
- Robin Langridge– toetsinstrumenten, achtergrondzang (uit Oddsocks)
- Michael Gregory – percussie (uit The Albion Band)
- Paul Butler – gitaren, achtergrondzang
- Keith Evans – basgitaar, achtergrondzang (uit Punchin’ Judy)
- Barbara O’Meara – achtergrondzang (uit Punchin’ Judy)
- John Martin – fiddle op Maggie my dear (uit Contraband)
- Les Taylor – eufonium op Don't let your family down

## Muziek
| Nr. | Titel                                              | Duur |
| --- | -------------------------------------------------- | ---- |
| 1.  | Travelling show (Cartwright)                       | 4:00 |
| 2.  | Don't let your family dwon (Cartwright)            | 4:00 |
| 3.  | England (Cartwright)                               | 4:02 |
| 4.  | Joanna (Cartwright)                                | 5:30 |
| 5.  | Do you remember? (Cartwright)                      | 3:21 |
| 6.  | It isn’t easy (Cartwright)                         | 3:40 |
| 7.  | Court of the queen (Cartwright)                    | 4:00 |
| 8.  | Maggie my dear (Cartwright)                        | 1:50 |
| 9.  | When love comes home (Cartwright, Patrick Burston) | 3:45 |
| 10. | Song and dance man (Cartwright)                    | 3:30 |

In the court of the queen schreef Cartwright al in 1970, maar het kwam toen niet verder dan het demostadium.